# Stadio Nazionale del PNF

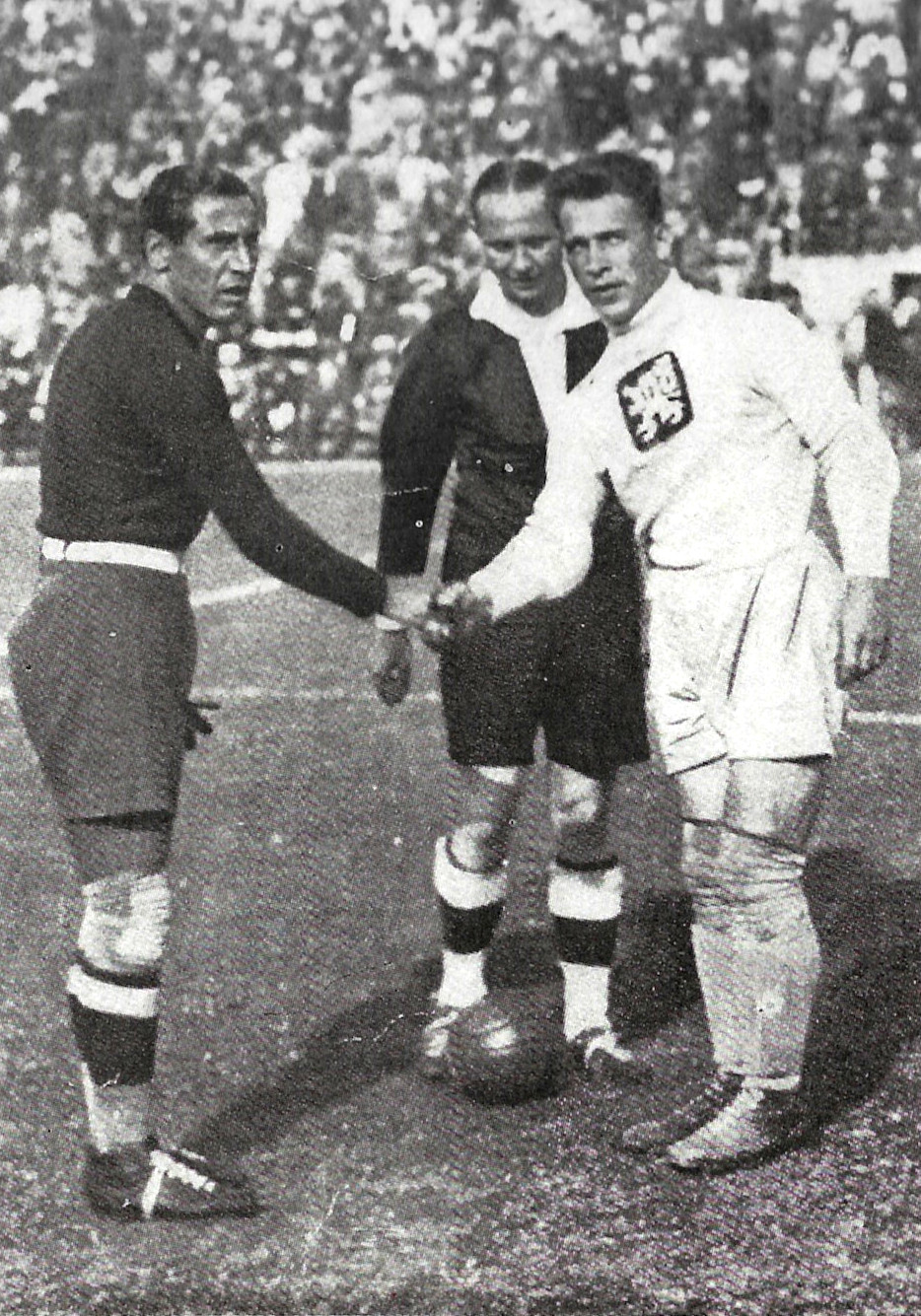
Torhüter Gianpiero Combi, Schiedsrichter Ivan Eklind und František Plánička, ebenfalls Torhüter, (v. l.) vor dem Finale der Fußball-WM 1934 im Stadio del PNF

Das Stadio Nazionale del PNF war ein Fußballstadion mit Leichtathletikanlage in der italienischen Hauptstadt Rom in der gleichnamigen Provinz der Region Latium. Zusätzlich hatte das Stadion in der Südkurve ein Schwimmbecken mit den Abmessungen 50 × 18 Meter. Es trug den Namen der von Benito Mussolini gegründeten faschistischen Partei Partito Nazionale Fascista (kurz: PNF). Es war u. a. Endspielort der Fußball-Weltmeisterschaft 1934.

## Geschichte
Das Stadion wurde 1927 an der Via Flaminia erbaut und ersetzte das erste Stadio Nazionale von 1911. Die von Mussolinis Hauptarchitekt Marcello Piacentini entworfene Sportstätte mit über 30.000 Plätzen und einer vierspurigen Laufbahn (auf der Zielgerade waren es fünf Spuren) hatte die Form eines langgezogenen Hufeisens. Wie häufig in Italien zu sehen hatte das Stadion nur auf der Haupttribüne eine Überdachung. Eine der ersten Veranstaltungen in der Arena waren 1927 die Weltstudentenspiele, dem Vorläufer der späteren Universiade. Der Fußballverein Lazio Rom trug seine Heimspiele ab 1931 im Stadio del PNF aus. Die AS Rom folgte der Lazio 1940.
Für die UCI-Bahn-Weltmeisterschaften 1932 sowie die UCI-Straßen-Weltmeisterschaften 1932 errichtete man im Stadion eine vom deutschen Radrennfahrer und Architekten Clemens Schürmann konstruierte 400-m-Radrennbahn aus Holz. Nach drei Jahren demontierte man die Bahn mit dem Spitznamen Pista magica wieder. Sie erhielt im Velodromo Maspes-Vigorelli in Mailand eine neue Heimat und wurde während des Zweiten Weltkrieges im Herbst 1943 durch Fliegerbomben zerstört.
Am 14. Oktober 1932 erhielt Italien den Zuschlag für die 2. Fußball-Weltmeisterschaft im Jahr 1934, das von den Faschisten zu Propagandazwecken genutzt wurde. Es gab Bestechungsvorwürfe wegen zweifelhafter Schiedsrichterentscheidungen zu Gunsten der italienischen Mannschaft. Anders als bei der Weltmeisterschaft 1930 in Uruguay mit drei Stadien in der Hauptstadt Montevideo fand das Turnier in acht Stadien im ganzen Land statt. Für die Weltmeisterschaft wurde das Stadio Nazionale del PNF renoviert und erweitert. Dazu wurde der Bereich der Zuschauerplätze in der Nordkurve bis an den Spielfeldrang verlängert. In der Südkurve wurde zwischen dem Spielfeld und dem Schwimmbecken eine Tribüne errichtet. Zur Fußball-WM fasste das Stadion rund 55.000 Zuschauer.
Nach Ende der diktatorischen Herrschaft Mussolinis 1943 hieß das Stadion nur noch Stadio Nazionale. Im Mai 1949 erhielt die Sportstätte vom Comitato Olimpico Nazionale Italiano (CONI), in Gedenken an die Opfer des Flugunfalls von Superga, den Namen Stadio Torino. Unter den 31 Toten waren 18 Spieler der in den 1940er Jahren in Italien dominierenden Fußballmannschaft des AC Turin, genannt Grande Torino. Offiziell trug das Stadion aber weiter den Namen Stadio Nazionale.
Nachdem im Jahr 1953 das Stadio dei Centomila, das spätere Olympiastadion Rom, eingeweiht worden war und die beiden großen Römer Fußballvereine AS und Lazio dorthin umgezogen waren, wurde das Stadio Nazionale geschlossen. Im Juli 1957 folgte der Abriss der Anlage und der Bau des 1959 eröffneten Stadio Flaminio startete unmittelbar danach.

## Fußball-Weltmeisterschaft 1934

### Achtelfinale
- 27. Mai 1934:  Königreich Italien –  Vereinigte Staaten 7:1 (3:0)

### Halbfinale
- 3. Juni 1934:  Tschechoslowakei –  Deutsches Reich 1:0 (1:0)

### Finale
- 10. Juni 1934:  Königreich Italien –  Tschechoslowakei 2:1 n. V. (1:1, 0:0)